# Aaro Vainio
Aaro Vainio (ur. 2 października 1993 roku w Espoo) – fiński kierowca wyścigowy.

## Kategoria

### Karting
Aaro karierę rozpoczął w roku 1998 od startów w kartingu. Osiągnął w nim wiele sukcesów. W 2007 roku został mistrzem Finlandii, rok później mistrzem Europy (w klasie KF3) oraz zwycięzcą Pucharu Monako Kart, natomiast w sezonie 2009 ponownie mistrzem starego kontynentu (z tym, że w kategorii KF1) i wicemistrzem świata.

### Formuła Renault
W 2010 roku Vainio zadebiutował w serii wyścigów samochodów jednomiejscowych – Europejskiej Formule Renault. Fin (w zespole Tech 1 Racing) spisał się świetnie, szczególnie w drugiej połowie sezonu, kiedy to siedem razy z rzędu stawał na podium. Ponadto na węgierskim torze Hungaroring dwukrotnie sięgnął po pole position, natomiast na Hockenheimringu ustanowił najszybsze okrążenia. Ostatecznie rywalizację ukończył na 4. miejscu. Aaron wystartował także w jednej rundzie brytyjskiego cyklu. Na brytyjskim torze Silverstone pierwszego wyścigu nie ukończył, natomiast w drugim dojechał na dziewiątej lokacie. Zdobyte dzięki temu punkty sklasyfikowały go na 28. pozycji w klasyfikacji generalnej.

### Seria GP3
Na sezon 2011 Fin ponownie podpisał kontrakt z francuskim zespołem Tech 1 Racing, tym razem jednak na starty w Serii GP3. Fin już w trzecim wyścigu znalazł się na podium, zajmując podczas sobotnich zmagań na hiszpańskim torze Circuit de Catalunya trzecią lokatę. Na premiowanych punktami pozycjach znalazł się jeszcze dwukrotnie, podczas sobotnich zmagań na Hungaroringu oraz Nürburgringu (siódma i piąta pozycja). W klasyfikacji generalnej uplasował się na 15. miejscu.
W 2012 roku reprezentował mistrzowską ekipę Lotus GP. Fin w początkowej fazie sezonu prezentował wysoką formę, będąc w każdym z czterech pierwszych sobotnich wyścigów na podium. Najlepiej spisał się na torze Monte Carlo, gdzie po starcie z pole position nie oddał pozycji lidera do mety. Zdecydowanie słabiej wiodło mu się w drugiej połowie sezonu. Ponownie był najlepszy w kwalifikacjach, tym razem jednak na torze Hungaroring - nie udało mu się jednak przekuć tego wyniku w wyścigu. Jedyne podium uzyskał w pierwszym starcie na torze Autodromo Nazionale di Monza, jedna rekord sektora przy żółtych flagach zmusił sędziów do nałożenia na niego kary czasowej i w efekcie odebrania pucharu za trzecią lokatę. Ostatecznie rywalizację ukończył na 4. pozycji.
Na sezon 2013 podpisał kontrakt z debiutującą w serii fińską ekipą Koiranen GP. Zdołał wygrać drugi wyścig w Barcelonie oraz pierwszy wyścig na Węgrzech. Łącznie stanął na podium trzykrotnie. Z dorobkiem 75 punktów uplasował się na dziewiątej pozycji w klasyfikacji generalnej.

### Formuła Renault 3.5
Pod koniec sezonu, po zakończeniu startów w GP3, Aaro zastąpił Rosjanina Antona Niebylickiego w zespole Team RFR. Po rundzie na Węgrzech bez punktów, Fin dojechał na szóstej lokacie w drugim starcie, na francuskim torze w Le Castellet. W ostatniej eliminacji, w Katalonii, Vainio sobotni wyścig zakończył jako ósmy, natomiast ostatni start ukończył na najniższym stopniu podium. Zdobyte punkty sklasyfikowały go na 18. lokacie.

## Statystyki
| Sezon | Seria                      | Zespół        | Wyścigi | Zwycięstwa | PP | NO | Podium | Punkty | Pozycja |
| ----- | -------------------------- | ------------- | ------- | ---------- | -- | -- | ------ | ------ | ------- |
| 2010  | Europejska Formuła Renault | Tech 1 Racing | 16      | 0          | 2  | 2  | 5      | 101    | 4       |
| 2010  | Brytyjska Formuła Renault  | Tech 1 Racing | 2       | 0          | 0  | 0  | 0      | 12     | 18      |
| 2011  | Seria GP3                  | Tech 1 Racing | 16      | 0          | 0  | 0  | 1      | 12     | 15      |
| 2012  | Seria GP3                  | Lotus GP      | 16      | 1          | 2  | 0  | 4      | 123    | 4       |
| 2012  | Formuła Renault 3.5        | Team RFR      | 6       | 0          | 0  | 0  | 1      | 27     | 18      |
| 2013  | Seria GP3                  | Koiranen GP   | 14      | 2          | 1  | 1  | 3      | 75     | 9       |

## Wyniki w GP3
| Legenda oznaczeń w tabelach wyników Wyświetl szablon na nowej stronie | Legenda oznaczeń w tabelach wyników Wyświetl szablon na nowej stronie                                                                     |
| Oznaczenie                                                            | Wyjaśnienie |
| --------------------------------------------------------------------- | --- |
| Złoty                                                                 | Zwycięzca lub mistrzostwo |
| Srebrny                                                               | 2. miejsce lub wicemistrzostwo |
| Brązowy                                                               | 3. miejsce lub II wicemistrzostwo |
| Zielony                                                               | Ukończył, punktował (w klasyfikacji generalnej, gdy zdobył co najmniej jeden punkt na przestrzeni sezonu, poza trzema powyższymi opcjami) |
| Niebieski                                                             | Ukończył, nie punktował (w klasyfikacji generalnej, gdy nie zdobył co najmniej jednego punktu na przestrzeni sezonu)                      |
| Czerwony                                                              | Nie zakwalifikował się (NZ) |
| Czerwony                                                              | Nie prekwalifikował się (NPK) |
| Różowy                                                                | Nie ukończył (NU) |
| Różowy                                                                | Niesklasyfikowany (NS) (w klasyfikacji generalnej, gdy nie został sklasyfikowany w żadnym wyścigu sezonu)                                 |
| Czarny                                                                | Zdyskwalifikowany (DK) |
| Czarny                                                                | Wykluczony (WYK/EX) |
| Biały                                                                 | Nie wystartował (NW) |
| Biały                                                                 | Kontuzjowany (K/INJ) |
| Biały                                                                 | Wyścig odwołany (OD/C) |
| Bez koloru                                                            | Został wycofany (WYC/WD) |
| Bez koloru                                                            | Nie przybył (NP/DNA) |
| Bez koloru                                                            | Nie brał udziału w treningach (NT/DNP) |
| Bez koloru                                                            | Nie został zgłoszony (–) |
| Pogrubienie                                                           | Start z pole position |
| Kursywa                                                               | Najszybsze okrążenie wyścigu |
| †                                                                     | Nie ukończył, ale jego rezultat został zaliczony ze względu na przejechanie więcej niż 90% dystansu wyścigu.                              |
| *                                                                     | Sezon w trakcie |
| 1/2/3                                                                 | Punktowana pozycja w sprincie kwalifikacyjnym                                                                                             |
| Lista systemów punktacji Formuły 1                                    | |

| Rok  | Zespół        | Wyniki w poszczególnych eliminacjach | Wyniki w poszczególnych eliminacjach | Wyniki w poszczególnych eliminacjach | Wyniki w poszczególnych eliminacjach | Wyniki w poszczególnych eliminacjach | Wyniki w poszczególnych eliminacjach | Wyniki w poszczególnych eliminacjach | Wyniki w poszczególnych eliminacjach | Wyniki w poszczególnych eliminacjach | Wyniki w poszczególnych eliminacjach | Wyniki w poszczególnych eliminacjach | Wyniki w poszczególnych eliminacjach | Wyniki w poszczególnych eliminacjach | Wyniki w poszczególnych eliminacjach | Wyniki w poszczególnych eliminacjach | Wyniki w poszczególnych eliminacjach | Punkty | Pozycja |
| ---- | ------------- | ------------------------------------ | ------------------------------------ | ------------------------------------ | ------------------------------------ | ------------------------------------ | ------------------------------------ | ------------------------------------ | ------------------------------------ | ------------------------------------ | ------------------------------------ | ------------------------------------ | ------------------------------------ | ------------------------------------ | ------------------------------------ | ------------------------------------ | ------------------------------------ | ------ | ------- |
| 2011 | Tech 1 Racing | TUR                                  | TUR                                  | ESP                                  | ESP                                  | VAL                                  | VAL                                  | GBR                                  | GBR                                  | DEU                                  | DEU                                  | HUN                                  | HUN                                  | BEL                                  | BEL                                  | ITA                                  | ITA                                  | 12     | 15      |
| 2011 | Tech 1 Racing | 15                                   | NU                                   | 3                                    | 20                                   | NU                                   | NU                                   | 11                                   | 18                                   | 7                                    | 13                                   | 5                                    | 7                                    | 13                                   | NU                                   | 22†                                  | 8                                    | 12     | 15      |
| 2012 | Lotus GP      | ESP                                  | ESP                                  | MON                                  | MON                                  | VAL                                  | VAL                                  | GBR                                  | GBR                                  | DEU                                  | DEU                                  | HUN                                  | HUN                                  | BEL                                  | BEL                                  | ITA                                  | ITA                                  | 123    | 4       |
| 2012 | Lotus GP      | 3                                    | 4                                    | 1                                    | 7                                    | 2                                    | 7                                    | 3                                    | NU                                   | 5                                    | 6                                    | 5                                    | 7                                    | 6                                    | 13                                   | 11                                   | 14                                   | 123    | 4       |
| 2013 | Koiranen GP   | ESP                                  | ESP                                  | VAL                                  | VAL                                  | GBR                                  | GBR                                  | DEU                                  | DEU                                  | HUN                                  | HUN                                  | BEL                                  | BEL                                  | ITA                                  | ITA                                  | ARE                                  | ARE                                  | 75     | 9       |
| 2013 | Koiranen GP   | 5                                    | 1                                    | 7                                    | 2                                    | 11                                   | 8                                    | 14                                   | 11                                   | 1                                    | 9                                    | 20                                   | 22                                   | 16                                   | 13                                   | -                                    | -                                    | 75     | 9       |

## Wyniki w Formule Renault 3.5
| Legenda oznaczeń w tabelach wyników Wyświetl szablon na nowej stronie | Legenda oznaczeń w tabelach wyników Wyświetl szablon na nowej stronie                                                                     |
| Oznaczenie                                                            | Wyjaśnienie |
| --------------------------------------------------------------------- | --- |
| Złoty                                                                 | Zwycięzca lub mistrzostwo |
| Srebrny                                                               | 2. miejsce lub wicemistrzostwo |
| Brązowy                                                               | 3. miejsce lub II wicemistrzostwo |
| Zielony                                                               | Ukończył, punktował (w klasyfikacji generalnej, gdy zdobył co najmniej jeden punkt na przestrzeni sezonu, poza trzema powyższymi opcjami) |
| Niebieski                                                             | Ukończył, nie punktował (w klasyfikacji generalnej, gdy nie zdobył co najmniej jednego punktu na przestrzeni sezonu)                      |
| Czerwony                                                              | Nie zakwalifikował się (NZ) |
| Czerwony                                                              | Nie prekwalifikował się (NPK) |
| Różowy                                                                | Nie ukończył (NU) |
| Różowy                                                                | Niesklasyfikowany (NS) (w klasyfikacji generalnej, gdy nie został sklasyfikowany w żadnym wyścigu sezonu)                                 |
| Czarny                                                                | Zdyskwalifikowany (DK) |
| Czarny                                                                | Wykluczony (WYK/EX) |
| Biały                                                                 | Nie wystartował (NW) |
| Biały                                                                 | Kontuzjowany (K/INJ) |
| Biały                                                                 | Wyścig odwołany (OD/C) |
| Bez koloru                                                            | Został wycofany (WYC/WD) |
| Bez koloru                                                            | Nie przybył (NP/DNA) |
| Bez koloru                                                            | Nie brał udziału w treningach (NT/DNP) |
| Bez koloru                                                            | Nie został zgłoszony (–) |
| Pogrubienie                                                           | Start z pole position |
| Kursywa                                                               | Najszybsze okrążenie wyścigu |
| †                                                                     | Nie ukończył, ale jego rezultat został zaliczony ze względu na przejechanie więcej niż 90% dystansu wyścigu.                              |
| *                                                                     | Sezon w trakcie |
| 1/2/3                                                                 | Punktowana pozycja w sprincie kwalifikacyjnym                                                                                             |
| Lista systemów punktacji Formuły 1                                    | |

| Rok  | Zespół   | Wyniki w poszczególnych eliminacjach | Wyniki w poszczególnych eliminacjach | Wyniki w poszczególnych eliminacjach | Wyniki w poszczególnych eliminacjach | Wyniki w poszczególnych eliminacjach | Wyniki w poszczególnych eliminacjach | Wyniki w poszczególnych eliminacjach | Wyniki w poszczególnych eliminacjach | Wyniki w poszczególnych eliminacjach | Wyniki w poszczególnych eliminacjach | Wyniki w poszczególnych eliminacjach | Wyniki w poszczególnych eliminacjach | Wyniki w poszczególnych eliminacjach | Wyniki w poszczególnych eliminacjach | Wyniki w poszczególnych eliminacjach | Wyniki w poszczególnych eliminacjach | Wyniki w poszczególnych eliminacjach | Punkty | Pozycja |
| ---- | -------- | ------------------------------------ | ------------------------------------ | ------------------------------------ | ------------------------------------ | ------------------------------------ | ------------------------------------ | ------------------------------------ | ------------------------------------ | ------------------------------------ | ------------------------------------ | ------------------------------------ | ------------------------------------ | ------------------------------------ | ------------------------------------ | ------------------------------------ | ------------------------------------ | ------------------------------------ | ------ | ------- |
| 2012 | Team RFR | ARA                                  | ARA                                  | MON                                  | BEL                                  | BEL                                  | DEU                                  | DEU                                  | RUS                                  | RUS                                  | GBR                                  | GBR                                  | HUN                                  | HUN                                  | FRA                                  | FRA                                  | CAT                                  | CAT                                  | 27     | 18      |
| 2012 | Team RFR | -                                    | -                                    | -                                    | -                                    | -                                    | -                                    | -                                    | -                                    | -                                    | -                                    | -                                    | NU                                   | 18                                   | 16                                   | 6                                    | 8                                    | 3                                    | 27     | 18      |